# Brachylinoma
Brachylinoma är ett släkte av skalbaggar. Brachylinoma ingår i familjen vivlar.
Kladogram enligt Catalogue of Life:
| Brachylinoma | \| \| Brachylinoma clavigera \| \| \| \| |
|              | \| \| Brachylinoma clavigera \| \| \| \| |
|              | Brachylinoma clavigera                   |
|              |                                          |